# ゴールデン☆アイドル 天地真理
『ゴールデン☆アイドル 天地真理』（ゴールデンアイドル あまちまり）は、天地真理のベスト・アルバム。2014年7月30日発売。発売元はソニー・ミュージックダイレクト。規格品番はMHCL-30248/9。完全生産限定盤である。

## 解説
CD帯のコピー：今もあなたの心のとなりにいるソニーの白雪姫
1970年代から1980年代前半に天地真理が単独名義で発表したシングルレコード全22枚のA面・B面曲を網羅した、CD2枚組のシングル・コレクションである。
発売に際し、音源に対してデジタル・リマスタリングが施された。また、CD規格は「高品質CD」とされるBlu-specCD2仕様である。CDパッケージはシングルレコード・サイズの見開きダブル紙ジャケットであり、当時封入されたレコードジャケット写真の表面や歌詞記載の裏面、裏表紙にサイン筆跡などを収めた複製ブックレットが付属している。歌詞面掲載のLPアルバムジャケットがモノクロからカラーへ修正されたほか、天地真理本人のコメントが掲載された。
収録内容の内訳は、ディスク1が1971年の1枚目「水色の恋」から1974年の12枚目「木枯らしの舗道」まで計24曲、ディスク2は1975年の13枚目「愛のアルバム」から1983年の22枚目「私が雪だった日」と、ボーナス・トラックとして当時のファンクラブで配布されたシングル盤収録曲「夏を忘れた海」「ひとかかえの愛」を加えた計22曲である。
当企画『ゴールデン☆アイドル』はソニー・ミュージックのほか、日本コロムビア、ユニバーサルミュージック、ポニーキャニオン、ビクターエンタテインメントの5社合同企画として始まった（本CD発売日時点）。なお、ソニー系列から発売された作品の第一弾歌手であり、本CDの発売に際して「私の歌は明るい歌が多いので、再び皆さんに幸せになってもらいたいと思います」とのコメントを一部メディアで紹介された。ほかに同期歌手として三人娘と呼ばれた南沙織が同時発売されている。

## 収録曲

### Disc 1
1. 水色の恋（3分3秒）
  - 作詞: 田上えり・Carols Pesce、作曲: 田上みどり・Feliciano Latasa、編曲: 森岡賢一郎[3]
2. 風を見た人（2分56秒）
  - 作詞: 安井かずみ、作曲: 村井邦彦、編曲: 森岡賢一郎
3. ちいさな恋（3分28秒）
  - 作詞: 安井かずみ、作曲: 浜口庫之助、編曲: 馬飼野俊一
4. ある日私も（3分1秒）
  - 作詞: わだじゅんこ、作曲: 浜口庫之助、編曲: 馬飼野俊一
5. ひとりじゃないの（3分37秒）
  - 作詞: 小谷夏、作曲: 森田公一、編曲: 馬飼野俊一
6. ポケットに涙（3分2秒）
  - 作詞: 小谷夏、作曲・編曲: 森田公一
7. 虹をわたって（3分10秒）
  - 作詞: 山上路夫、作曲: 森田公一、編曲: 馬飼野俊一
8. トンガリ屋根の教会へ（3分3秒）
  - 作詞: 山上路夫、作曲: 森田公一、編曲: 馬飼野俊一
9. ふたりの日曜日（3分15秒）
  - 作詞: 山上路夫、作曲: 平尾昌晃、編曲: 竜崎孝路
10. 真冬のデイト（2分55秒）
  - 作詞: 山上路夫、作曲: 平尾昌晃、編曲: 馬飼野俊一
11. 若葉のささやき（3分5秒）
  - 作詞: 山上路夫、作曲: 森田公一、編曲: 竜崎孝路
12. 海にたくした願い（3分8秒）
  - 作詞: 山上路夫、作曲: 森田公一、編曲: 竜崎孝路
13. 恋する夏の日（3分1秒）
  - 作詞: 山上路夫、作曲: 森田公一、編曲: 馬飼野俊一
14. 花ひらくとき（2分58秒）
  - 作詞: 山上路夫、作曲: 森田公一、編曲: 馬飼野俊一
15. 空いっぱいの幸せ（2分59秒）
  - 作詞: 山上路夫、作曲: 森田公一、編曲: 竜崎孝路
16. もの想う季節（3分26秒）
  - 作詞: 山上路夫、作曲: 森田公一、編曲: 馬飼野俊一
17. 恋人たちの港（3分2秒）
  - 作詞: 山上路夫、作曲: 森田公一、編曲: 竜崎孝路
18. 爽やかなあなた（3分10秒）
  - 作詞: 山上路夫、作曲: 森田公一、編曲: 竜崎孝路
19. 恋と海とTシャツと（2分40秒）
  - 作詞: 安井かずみ、作曲: 森田公一、編曲: 竜崎孝路
20. 花嫁の友だち（2分57秒）
  - 作詞: 安井かずみ、作曲: 森田公一、編曲: 竜崎孝路
21. 想い出のセレナーデ（3分39秒）
  - 作詞: 山上路夫、作曲: 森田公一、編曲: 竜崎孝路
22. わたしの場合（3分15秒）
  - 作詞: 安井かずみ、作曲: 森田公一、編曲: 馬飼野俊一
23. 木枯らしの舗道（3分27秒）
  - 作詞: 山上路夫、作曲: 森田公一、編曲: 穂口雄右
24. ブランコ（3分12秒）
  - 作詞: 山上路夫、作曲: 森田公一、編曲: 竜崎孝路

### Disc 2
1. 愛のアルバム（3分19秒）
  - 作詞: 山上路夫、作曲・編曲: 森田公一
2. 京都でひとり（3分30秒）
  - 作詞: 山上路夫、作曲・編曲: 川口真
3. 初めての涙（3分46秒）
  - 作詞: 安井かずみ、作曲: 宮川泰、編曲: 森岡賢一郎
4. 君よ知るや南の国（3分23秒）
  - 原作: ゲーテ、作曲: トーマ、訳詞: 安井かずみ、編曲: 宮川泰
5. さよならこんにちわ（2分42秒）
  - 作詞: 山口洋子・安井かずみ、作曲・編曲: 筒美京平
6. 明日また（3分12秒）
  - 作詞: 山口洋子・安井かずみ、作曲・編曲: 筒美京平
7. 夕陽のスケッチ（3分22秒）
  - 作詞: 宮中雲子、作曲: 筒美京平、編曲: 萩田光雄
8. 小さな人生（2分59秒）
  - 作詞: 安井かずみ、作曲: 筒美京平、編曲: 萩田光雄
9. 矢車草（3分4秒）
  - 作詞: 岩谷時子、作曲: 筒美京平、編曲: 森岡賢一郎
10. 一杯のレモンティー（2分47秒）
  - 作詞: 岩谷時子、作曲: 筒美京平、編曲: 森岡賢一郎
11. 愛の渚（2分37秒）
  - 作詞: 岩谷時子、作曲: 弾厚作、編曲: 森岡賢一郎
12. 愛がほしい（2分52秒）
  - 作詞: 岩谷時子、作曲: 佐瀬寿一、編曲: 森岡賢一郎
13. 夢ほのぼの（3分19秒）
  - 作詞: 橋本淳、作曲: 小林亜星、編曲: 森岡賢一郎
14. 海辺まで10マイル（3分27秒）
  - 作詞: 橋本淳、作曲: 小林亜星、編曲: 高田弘
15. 愛・つづれ織り（4分5秒）
  - 作詞: 松本隆、作曲: 森田公一、編曲: 渡辺茂樹
16. 旅人は風の国へ（3分30秒）
  - 作詞: 松本隆、作曲: 森田公一、編曲: 渡辺茂樹
17. 初恋のニコラ（4分22秒）
  - 作詞・作曲: MATE PETERS・NAGY ISTVAN・MICHEL MALLORY、訳詞: 麻木かおる、編曲: 青木望
18. 不器用な女（3分40秒）
  - 作詞・作曲: 網倉一也、編曲: 戸塚修
19. 私が雪だった日（3分38秒）
  - 作詞: 山川啓介、作曲: 網倉一也、編曲: 石川鷹彦
20. 今は想い出（4分0秒）
  - 作詞: 山川啓介、作曲: 網倉一也、編曲: 石川鷹彦
21. 夏を忘れた海（Bonus Tracks）（3分33秒）
  - 作詞: 安井かずみ、作曲: 森田公一、編曲: 戸塚修
22. ひとかかえの愛（Bonus Tracks）（2分3秒）
  - 作詞: 藤公之介、作曲: 森田公一、編曲: 戸塚修